# Claire L'Heureux-Dubé
Pour les articles homonymes, voir L'Heureux et Dubé.
Claire L'Heureux-Dubé est une avocate et juge québécoise, née à Québec le 7 septembre 1927 . Elle est juge à la Cour suprême du Canada du 15 avril 1987 au 1er juillet 2002.

## Biographie
Elle obtient son diplôme de la faculté de droit de l'Université Laval en 1951 et devient membre du Barreau en 1952. Il s'agit de la première avocate de la ville de Québec où elle pratiquait principalement en droit de la famille.
En 1973, elle est nommée juge à la Cour supérieure du Québec, avant de devenir la première femme juge de la Cour d'appel du Québec en 1979. Elle est nommée à la Cour suprême du Canada en 1987.
À sa retraite, elle est présidente du Bureau de l'ombudsman de la ville de Québec en plus d'être juge en résidence à l'Université Laval. 

## Honneurs

### Décorations
- Grande officière de l'Ordre national du Québec (2004)[3]
- Compagnon de l'Ordre du Canada (2003)

### Prix
- 1986 - Médaille Gloire de l'Escolle
- 1992 - Membre de l'Académie des Grands Québécois
- 1994 - Médaille de l’Année internationale de la famille
- 1995 - Médaille du Barreau du Québec
- 1996 - Canadian Award, du Canadian Hadassah-WIZO
- 1997 - Prix de la justice, de l’Institut canadien d’administration de la justice
- 1998 - Margaret Brent Women Lawyers of Achievement Award
- 2002 - Prix Yves-Pélicier, de l’Académie internationale du droit et de la santé mentale
- 2003 - Prix Les Assises, de l’Association du Barreau canadien